# Jean-Charles Frontier

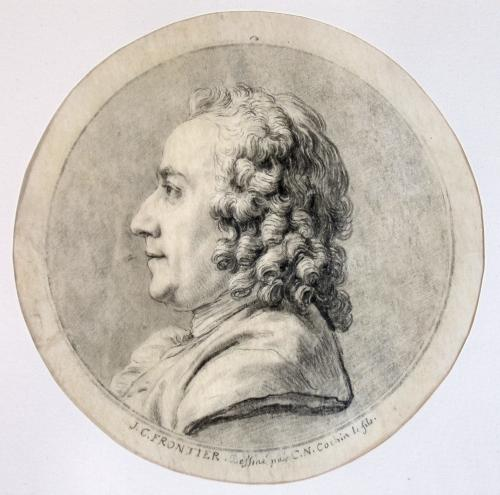
Jean-Charles Frontier

Jean-Charles Frontier (* 22. August 1701 in Paris; † 2. September 1763 in Lyon) war ein französischer Historienmaler.

## Leben
Zunächst Schüler von Claude Guy Hallé (1652–1736), trat er anschließend in die Malschule der École royale de peinture et de sculpture in Paris ein. Mit der Komposition Hesekiel vertreibt die Idolatrie aus seinem Königreich errang er 1728 den Prix de Rome und nahm das damit verbundene Stipendium für einen Aufenthalt an der Académie de France à Rome in den Jahren 1733 bis 1739 wahr. In Rom schuf er eine Reihe von 30 Zeichnungen mit mythologischen Darstellungen in Tusche und weißer Kreide auf Papier, die der Kunstsammler Lambert Krahe erwarb, den er zwischen 1736 und 1739 dort kennengelernt hatte. Diese Werke befinden sich heute im Museum Kunstpalast in Düsseldorf. Ausgezeichnet mit dem Titel eines „peintre du Roi“ erhielt er mehrere bedeutende Aufträge für religiöse Gemälde. Am 27. Oktober 1742 ernannte ihn die Académie royale de peinture et de sculpture zu ihrem „agrée“. Für sein Werk Vulkan schmiedet Prometheus an den Felsen (Louvre, Paris) wurde er am 30. Juli 1744 in die Akademie als Historienmaler aufgenommen. Später ernannte ihn die Akademie zum „adjoint à prof.“, 1752 zum Professor. 1753 zog er nach Lyon, wo er ab 1757 zeitgleich mit Donat Nonnotte (1708–1785) als Professor für Malerei an der kurz zuvor gegründeten École gratuite de dessin lehrte und ab 1760 auch als Stadtrat agierte. Sein bedeutendster Schüler wurde dort Jean-Jacques de Boissieu.